# Paul (Pokémon)
Paul (Japans: Shinji) is een personage uit de Pokémon-anime. Paul is een zwervende Pokémontrainer uit Veilstone City, Sinnoh. Hij is een rivaal van Ash Ketchum. Zijn eerste verschijning was in de tweede aflevering van de Pokémon: Diamond & Pearl  series in Aflevering 468: Two Degrees of Separation!

## Biografie en verhaal
Paul is een ervaren Pokémontrainer en is over de regio's van Kanto, Johto, Hoenn en Sinnoh geweest, net als Ash. Tijdens Pokémon: Diamond & Pearl, begint hij te reizen door Sinnoh, waar hij kennismaakt met Ash Ketchum en er ontwikkelt zich een rivaliteit tussen hen. Paul is meestal een stille, ernstige persoon waarvan de ernst vaak naast elkaar ligt tegen de luchtige, ambitieuze persoonlijkheid van zijn laatste concurrent, Ash. Vanwege Ash's compassie tegenover Pokémon, is Paul van mening dat Ash een zwakke trainer is en hij kan gemakkelijk Ash woedend maken door dat te verklaren. Bij de behandeling van Pokémon, is Paul gekarakteriseerd als een spiegel en een spitsvondig trainer wiens enige zorg voor de Pokémon hun vermogen is om te handelen in de strijd. Paul controleert altijd zijn zojuist gevangen Pokémon met zijn Pokédex om te zien wat voor aanvallen ze weten, en laat ze vrij als ze niet voldoen aan zijn verwachtingen. Hij meent dat de vorming van een vriendschap slechts het ware potentieel van een Pokémon verdunt en ze verandert in zwakkelingen. De reden achter zijn concurrentiegedrag om steeds sterker te worden was om zijn oudere broer, Reggie (hij heeft ooit een strijd tegen elke Gym Leader van elke regio gewonnen, totdat hij een veldslag heeft verloren, en plotseling stopt, en in plaats daarvan verdergaat als een Pokémonfokker), hij wenst niet alleen zomaar elke trainer te overtreffen, maar zijn eigen broer ook. In Japan is hij vernoemd naar Shinji Mikami, de bedenker van de Resident Evil serie. Paul heeft alle badges uit de Sinnoh regio. Hij heeft een Torterra (waarin hij zei dat hij zich ontwikkeld heeft van een Turtwig), een Electivire (voortgekomen uit zijn Elekid), een Honchkrow (voortgekomen uit zijn Murkrow), een Weavile, een Magmortar (voortgekomen uit zijn Magmar) en een Ursaring. Hij had een Chimchar, maar die heeft hij weggedaan omdat hij hem te zwak vond en is Ash' Pokémon geworden.
Tussen hun ontmoeting en de Sinnoh League nemen Paul en Ash het meermaals tegen elkaar op in Pokémon-gevechten en Paul kan deze bijna altijd winnen. Hij is Ash steeds een stapje voor en vindt hem een slechte trainer (net als Gary Oak in Kanto). Maar in de Sinnoh League kan Ash winnen van Paul. Na deze wedstrijd eindigt de rivaliteit tussen hen en ziet Paul hem als zijn gelijke. Ook wordt hij vriendelijker tegen zijn Pokémon en Ash. 
In Pokemon Journey's duikt Paul opnieuw op en houden hij en Ash een Pokémon-gevecht, welk door Ash gewonnen wordt. 

## Pokémon
Paul heeft veel krachtige Pokémon. Dit zijn alle Pokémon die Paul heeft: 
- Torterra
- Electivire
- Honchkrow
- Weavile
- Ursaring
- Magmortar
- Gliscor
- Ninjask
- Hariyama
- Nidoking
- Aggron
- Gastrodon
- Drapion
- Froslass

Dit zijn de Pokémon die Paul weggedaan heeft:
- Starly
- Stantler
- Chimchar
- Azumarill

## Toernooien
- Ever Grande Conference
- Indigo League Conefrence
- Silver Conference
- Hearthome City Tag Battle Competition (Winnaar - met Ash)
- PokéRinger (tweede plaats)

## Prijzen
Badges:
Sinnoh Regio: Coal Badge, Forest badge, Cobble Badge, Fen Badge, Relic Badge, Mine Badge, Icicle Badge en Beacon Badge.